# Ilhéu Portinho
O Ilhéu Portinho ou Ilhéu António Enes é um pequeno ilhéu do arquipélago de São Tomé e Príncipe, localizado junto à costa sul da ilha do Príncipe, no Golfo da Guiné. Este ilhéu não é habitado.